# Гонсалес, Начо
Хосе Игнасио «Начо» Гонсалес Саэнс (исп. José Ignacio "Natxo" González Sáenz; род. 29 июля 1966, Витория-Гастейс) — испанский футболист; тренер.

## Биография
Гонсалес завершил свою карьеру футболиста в возрасте 20 лет, в ходе которой играл лишь на любительском уровне. Свою тренерскую карьеру он начинал в клубе «Алавес» из своего родного города, с 1994 года работая с молодёжной командой. В 1997 году Начо Гонсалес возглавил вторую команду «Алавеса».
В 2004 году Гонсалес был назначен главным тренером клуба «Реус Депортиу», который под его руководством добился выхода в Сегунду B по итогам сезона 2004/05. В сезоне 2005/06 «Реус Депортиу» занял 17-е место в своей группе, вылетев обратно в Терсеру, боровшись за сохранение места в лиге до последнего тура.
В июне 2007 года Гонсалес возглавил другой каталонский клуб «Сант-Андреу», также выступавший в то время в Терсере. Команда под его руководством с первой попытки добилась выхода в Сегунду B, а четыре года спустя после назначения Начо Гонсалес был уволен из-за финансовых проблем в клубе.
14 июня 2012 года Начо Гонсалес был назначен главным тренером «Алавеса», который по итогам сезона 2012/13 выиграл свою группу в Сегунде B и, одолев «Реал Хаэн» в плей-офф, вышел в Сегунду. 7 июня 2013 года Начо Гонсалес продлил свой контракт с клубом.
3 декабря 2013 года Гонсалес был уволен после неудачного старта в Сегунде. 1 июня следующего года он вернулся в «Реус Депортиу», выступавший тогда в Сегунде B.
8 июня 2015 года Гонсалес заключил с клубом новый четырёхлетний контракт. В сезоне 2015/16 «Реус Депортиу» вышел в 1/16 финала Кубка Испании, где уступил мадридскому «Атлетико», а также выиграл свою группу в Сегунде B и играл в плей-офф. Одолев там сантандерский «Расинг» по сумме двух встреч 4:0, «Реус Депортиу» впервые в своей истории добился выхода в Сегунду.
11 июня 2017 года Начо Гонсалес подписал двухлетний контракт с другим клубом Сегунды «Реал Сарагоса».

## Статистика тренерской карьеры
| Команда       | Страна  | С            | По              | Статистика | Статистика | Статистика | Статистика | Статистика | Статистика | Статистика | Статистика | С      |
| Команда       | Страна  | С            | По              | И          | В          | Н          | П          | ГЗ         | ГП         | Р          | П %        | С      |
| ------------- | ------- | ------------ | --------------- | ---------- | ---------- | ---------- | ---------- | ---------- | ---------- | ---------- | ---------- | ------ |
| Ариснабарра   | Испания | 1 июля 1992  | 30 июня 1994    | 68         | 33         | 20         | 15         | 113        | 63         | +50        | 048,53     | [ 11 ] |
| Алавес B      | Испания | 1 июля 1997  | 24 октября 1999 | 92         | 39         | 25         | 28         | 141        | 103        | +38        | 042,39     | [ 12 ] |
| Реус Депортиу | Испания | 1 июля 2004  | 27 июня 2007    | 122        | 58         | 31         | 33         | 181        | 118        | +63        | 047,54     | [ 13 ] |
| Сант-Андреу   | Испания | 27 июня 2007 | 16 июня 2011    | 172        | 86         | 53         | 33         | 251        | 141        | +110       | 050,00     | [ 14 ] |
| Алавес        | Испания | 14 июня 2012 | 3 декабря 2013  | 65         | 34         | 16         | 15         | 95         | 59         | +36        | 052,31     | [ 15 ] |
| Реус Депортиу | Испания | 1 июня 2014  | 11 июня 2017    | 130        | 58         | 35         | 37         | 141        | 102        | +39        | 044,62     | [ 16 ] |
| Реал Сарагоса | Испания | 11 июня 2017 | наст. время     | 27         | 8          | 9          | 10         | 30         | 34         | −4         | 029,63     | [ 17 ] |
| Всего         | Всего   | Всего        | Всего           | 676        | 316        | 189        | 171        | 952        | 620        | +332       | 046,75     | —      |